# 林鳳儀 (崇禎進士)
林鳳儀（17世紀—17世紀），字朝陽，福建泉州府同安縣人，明朝、南明政治人物。

## 生平
林鳳儀是崇禎六年（1633年）福建鄉試第二十二名舉人，十年（1637年）成進士，兵部觀政，十二年獲授戶部主事，轉員外郎、掌三司郎中，清點京衛月糧時發現籍官都是虛報，曾說：「戶部尚書為何不入告！」憂憤得打算辭官，適逢青州有旱蝗和流寇，朝廷讓他出任知府，他就任後立刻虔禱，雨水很快降下；又在當地釐清宿弊、釋放滯獄、寬免贖鍰，當年沒有發生蝗災。
由於他拒絕干牘，讓權貴厭惡，鹽使又前來苛責款迎，林鳳儀因此告歸，首輔打算疏留被他推辭，回家時只有圖書數篋，說：「我留下清白給子孫。」隆武年間，朝廷起用他為戶部河南司郎中，到八十六歲時去世。

## 引用
1. 1 2  錢海岳《南明史·卷四十三·列傳第十九》：（隆武）時戶部司官：……林鳳儀，字朝陽，同安人。崇禎十年進士。歷戶部主事、員外郎，掌三司郎中。出為青州知府，厘剔蠹弊，釋滯獄，寬贖鍰，歸家止圖書數筐而已。起河南司郎中。卒年八十六。
2. ↑  《崇祯十年丁丑科进士三代履历》：林凤仪，曾祖谦，祖怀，父权。朝阳，易五房，乙未二月初一日生，同安县人，癸酉二十二名，会三十四名，二甲五十六名，兵部观政，己卯授户部广西司主事，庚辰升山东司员外，管九门塩法，辛巳升青州知府，本年致仕。
3. ↑  嘉慶《同安縣志》·卷三十一·人物：林鳳儀，字朝陽，崇禎癸酉舉人，丁丑進士。授戶部主事，遷員外郎、掌三司郎中，事點給京衛月糧，按籍皆虛，嘗曰：「大司農不入告！」憂憤欲掛冠，適青州旱蝗盜起，擢鳳儀出守，下車虔禱，甘雨立澍；釐蠹弊、釋滯獄、寬贖鍰，是歲蝗不入境。以校士嚴絕干牘，巨室憾之，值鹺使者苛責款迎遂告歸，中丞欲疏留之方辭，抵家僅圖書數篋，曰：「吾以清白遺子孫。」卒年八十有六。